# Oechalia sinuata
Oechalia sinuata är en insektsart som beskrevs av Robert L. Usinger 1942. Oechalia sinuata ingår i släktet Oechalia och familjen bärfisar. Inga underarter finns listade i Catalogue of Life.